# Gran Premi dels Països Baixos del 1974
Resultats del Gran Premi dels Països Baixos de Fórmula 1 de la temporada 1974, disputat al Circuit de Zandvoort, el 23 de juny del 1974.

## Resultats
| Pos | No | Pilot                | Equip               | Voltes | Temps/ Retirada          | Pos. de sortida | Punts |
| --- | -- | -------------------- | ------------------- | ------ | ------------------------ | --------------- | ----- |
| 1   | 12 | Niki Lauda           | Ferrari             | 75     | 1h 43' 00. 35            | 1               | 9     |
| 2   | 11 | Clay Regazzoni       | Ferrari             | 75     | + 8.25 s                 | 2               | 6     |
| 3   | 5  | Emerson Fittipaldi   | McLaren - Ford      | 75     | + 30.27 s                | 3               | 4     |
| 4   | 33 | Mike Hailwood        | McLaren - Ford      | 75     | + 31.29 s                | 4               | 3     |
| 5   | 3  | Jody Scheckter       | Tyrrell - Ford      | 75     | + 34.28 s                | 5               | 2     |
| 6   | 4  | Patrick Depailler    | Tyrrell - Ford      | 75     | + 51.52 s                | 8               | 1     |
| 7   | 28 | John Watson          | Brabham - Ford      | 75     | + 1' 13.95 min.          | 13              |       |
| 8   | 1  | Ronnie Peterson      | Lotus - Ford        | 73     | + 2 Voltes               | 10              |       |
| 9   | 8  | Rikky von Opel       | Brabham - Ford      | 73     | + 2 Voltes               | 23              |       |
| 10  | 10 | Vittorio Brambilla   | March - Ford        | 72     | + 3 Voltes               | 15              |       |
| 11  | 2  | Jacky Ickx           | Lotus - Ford        | 71     | + 4 Voltes               | 18              |       |
| 12  | 7  | Carlos Reutemann     | Brabham - Ford      | 71     | + 4 Voltes               | 12              |       |
| DSQ | 22 | Vern Schuppan        | Ensign - Ford       | 69     | Desqualificat            | 17              |       |
| Ret | 6  | Denny Hulme          | McLaren - Ford      | 65     | Encesa                   | 9               |       |
| Ret | 37 | François Migault     | BRM                 | 60     | Caixa canvi              | 25              |       |
| Ret | 20 | Arturo Merzario      | Iso Marlboro - Ford | 54     | Caixa canvi              | 21              |       |
| Ret | 27 | Guy Edwards          | Lola - Ford         | 36     | Prob. amb el combustible | 14              |       |
| Ret | 17 | Jean Pierre Jarier   | Shadow - Ford       | 28     | Embragatge               | 7               |       |
| Ret | 14 | Jean Pierre Beltoise | BRM                 | 18     | Caixa canvi              | 16              |       |
| Ret | 26 | Graham Hill          | Lola - Ford         | 16     | Caixa canvi              | 19              |       |
| Ret | 15 | Henri Pescarolo      | BRM                 | 15     | Direcció                 | 24              |       |
| Ret | 19 | Jochen Mass          | Surtees - Ford      | 8      | Transmissió              | 20              |       |
| Ret | 24 | James Hunt           | Hesketh - Ford      | 2      | Col·lisió                | 6               |       |
| Ret | 16 | Tom Pryce            | Shadow - Ford       | 0      | Col·lisió                | 11              |       |
| Ret | 9  | Hans Joachim Stuck   | March - Ford        | 0      | Accident                 | 22              |       |
| NVQ | 23 | Tim Schenken         | Trojan - Ford       |        |                          |                 |       |
| NVQ | 21 | Gijs Van Lennep      | Iso Marlboro - Ford |        |                          |                 |       |

## Altres
- Pole: Niki Lauda 1' 18. 31

- Volta ràpida: Ronnie Peterson 1' 21. 44 (a la volta 63)